# EPR (lotnictwo)

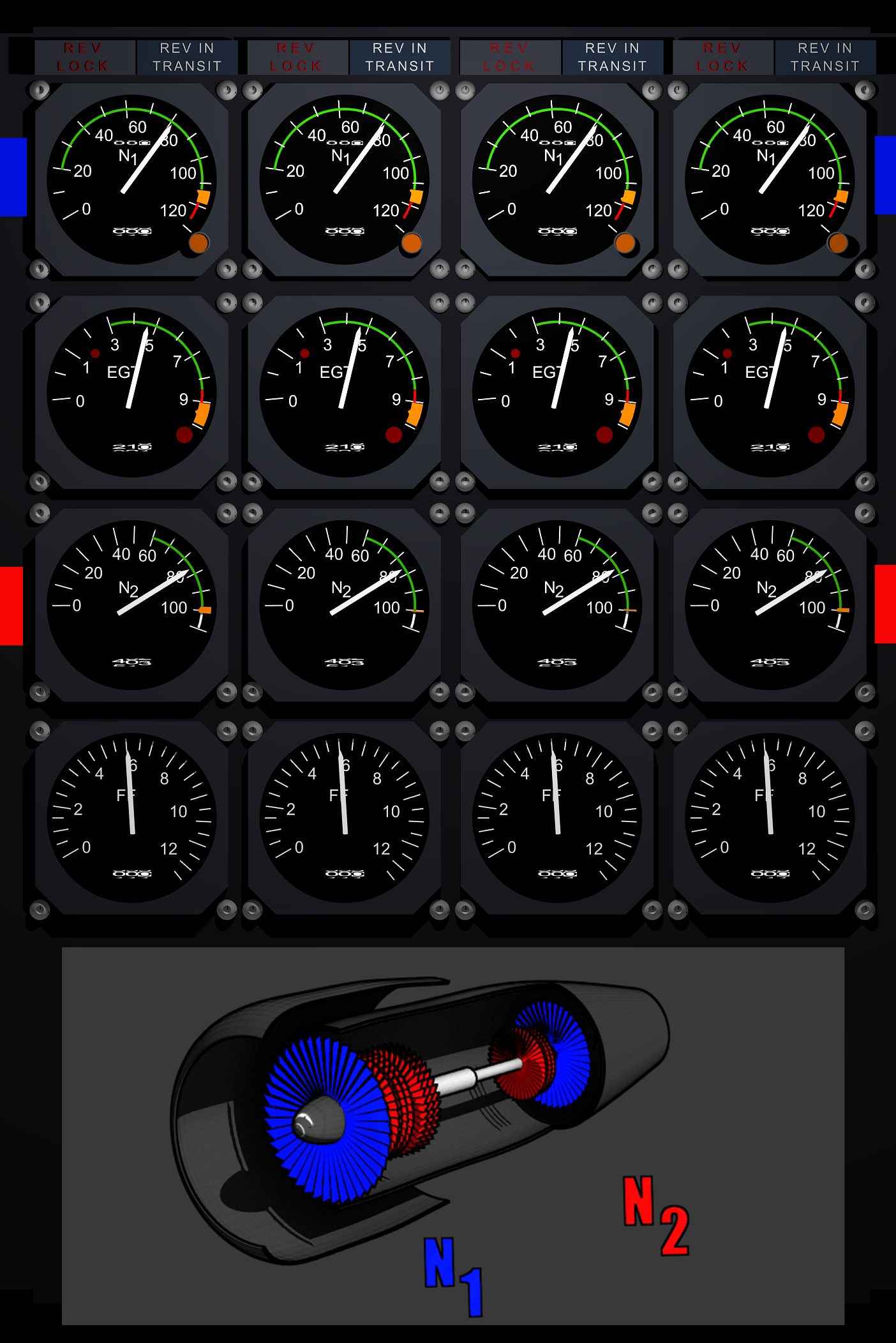
Schemat wskaźników EPR i EGT

Stosunek ciśnień silnika (EPR) (ang. Engine Pressure Ratio) − dla silnika odrzutowego jest to stosunek ciśnienia na wylocie silnika do ciśnienia na wlocie, zaś dla śmigła jest to prędkość obrotowa, kompensowana odpowiednio do aktualnych warunków otoczenia. 
W silniku Rolls-Royce RB211 użyto specjalnego wskaźnika EPR, nazwanego IEPR.

## Wskaźniki N1i N2
- N1 to prędkość obrotowa kompresora niskociśnieniowego i turbiny niskociśnieniowej
- N2 to prędkość obrotowa kompresora wysokociśnieniowego i turbiny wysokociśnieniowej